# 阿格拉 (瓦雷泽省)
阿格拉（義大利語：Agra）是意大利伦巴第大区瓦雷澤省的市镇。面积为3平方公里，2001年人口数量为370人。